# Renascença otoniana

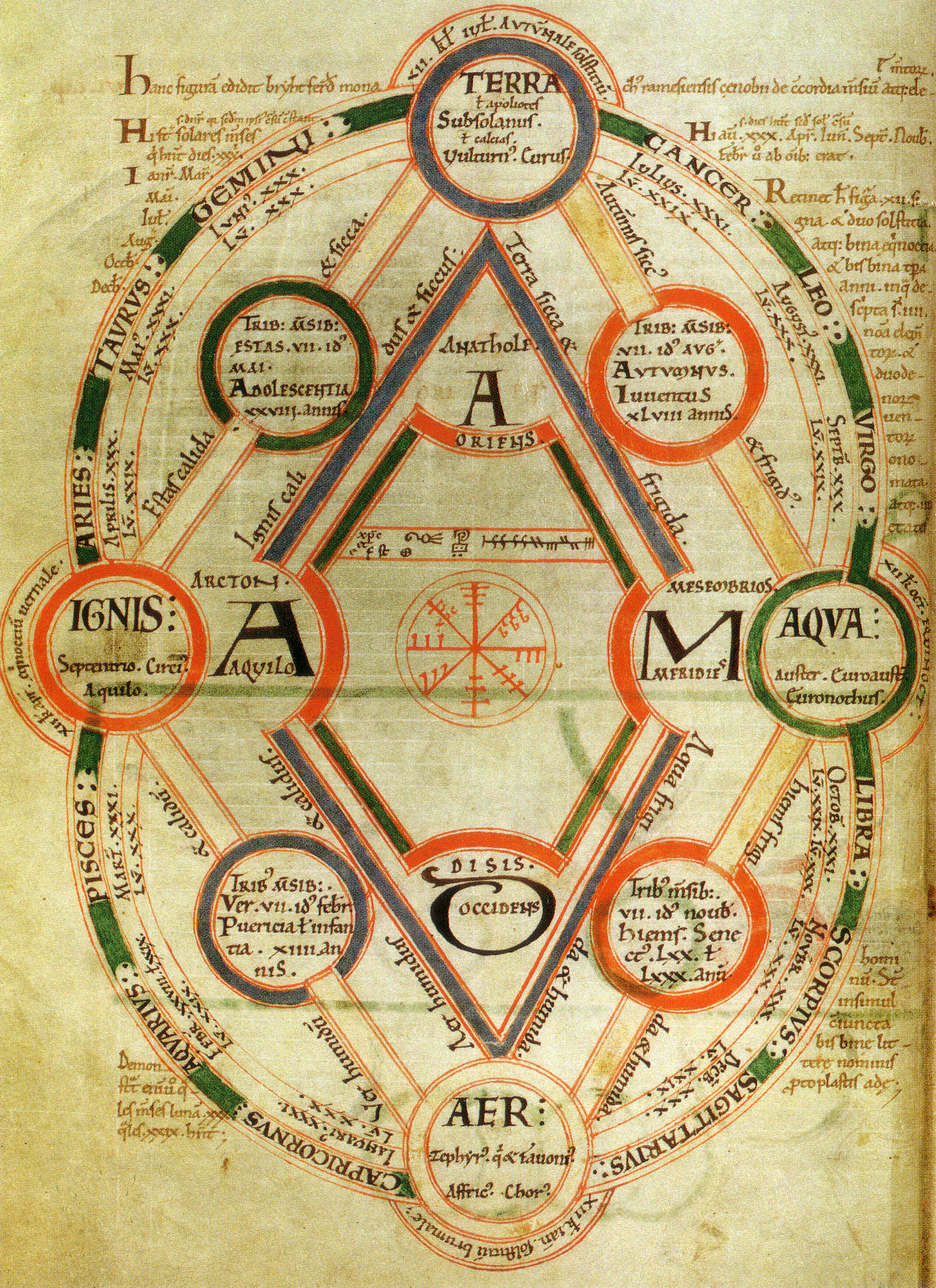
Diagrama da era otoniana, o Diagrama de Byrhtferth: os mistérios do universo

Renascença otoniana foi um renascimento da arte bizantina e da Antiguidade Tardia na Europa Central e Meridional que acompanhou os reinados dos três primeiros Sacro Imperadores Romanos da dinastia otoniana (ou Saxônica): Otão I (–), Otão II (973-973 – 983) e Otão III (983 – 1002). As principais figuras deste movimento foram o Papa Silvestre II e o Abão de Fleury. O contato renovado entre a corte otoniana e a Constantinopla bizantina estimulou a hibridização das culturas oriental-bizantina e ocidental-latina, particularmente nas artes, arquitetura e metalurgia, enquanto os otonianos revitalizaram a rede escolar que promovia a aprendizagem baseada nas sete artes liberais. A atividade intelectual otoniana foi em grande parte uma continuação das obras carolíngias, mas circulou principalmente nas escolas catedrais e nas cortes dos bispos (como Liège, Colônia e Magdeburgo), e não na corte real.

## Historiografia
O conceito de renascimento foi aplicado pela primeira vez ao período otoniano pelo historiador alemão Hans Naumann - mais precisamente, seu trabalho publicado em 1927 agrupou os períodos carolíngio e otoniano sob o título Karolingische und ottonische Renaissance (O Renascimento Carolíngio e Otoniano).
Um dos três renascimentos medievais, o renascimento otoniano começou depois que o casamento do rei Otão com Adelaide da Itália (951) uniu os reinos italiano e alemão e, assim, aproximou o ocidente de Bizâncio. Ele promoveu a causa da unidade cristã (política) com sua coroação imperial em 962 pelo Papa na Basílica de São Pedro, em Roma.
O período às vezes é estendido para cobrir também o reinado do imperador Henrique II (1014-1024) e, raramente, de seus sucessores salianos. O termo é geralmente confinado à cultura da corte imperial conduzida em latim na Alemanha. Às vezes também é conhecido como renascimento do século X, de modo a incluir desenvolvimentos fora da Germânia, ou como renascimento do ano 1000, por ter ocorrido logo no final do século X. Foi mais curto que o renascimento carolíngio anterior e, em grande medida, uma continuação dele - isto levou historiadores como Pierre Riché a preferir evocá-lo como um 'terceiro renascimento carolíngio', abrangendo o século X e estendendo-se até ao século XI, com o 'primeiro renascimento carolíngio' ocorrendo durante o reinado do próprio Carlos Magno e o 'segundo renascimento carolíngio' acontecendo sob seus sucessores.